# 大阪大学産業科学研究協会
一般財団法人大阪大学産業科学研究協会（おおさかだいがくさんぎょうかがくけんきゅうきょうかい、英語: The Osaka University Research Association of Industry and Science, RAIS）は、大阪大学産業科学研究所 に対する産業界の後援団体である。一般財団法人として、産業の発展に貢献するための産業科学に関する知識の普及、研究成果の実用化、および産業創造経営人材の育成に係る事業を展開している。

## 事業
一般財団法人大阪大学産業科学研究協会が行う産学連携の推進活動は、以下の基本方針に基づく。
1. 大阪大学産業科学研究所関連の研究成果の実用化及びその支援
2. 産業科学に関する意識の普及及びそのビジネスモデルの研究
3. 知的財産権に関する教育及び活動
4. 産業創造経営人材の育成 など

## 沿革
昭和6年の大阪大学の開学に伴い、大阪工業会を中心とした関西の産業界では、大阪に国立の産業科学に特化した研究所「大阪大学産業科学研究所（以下 研究所）」を設立すべく要望活動を行う組織を設置し、国に対し設立を強力に要請した。設置が認可されると産業界より寄付を募り、研究所の産業側窓口として、1938年（昭和13年）5月に財団法人産業科学研究協会（以下、産研協会）が発足した。
産研協会が窓口となり、産業界よりの寄付によりおよそ400万円（現在の100億円）の資金を得て、215,000平方メートルの土地（大阪府堺市浅香山）に国費25万円を加え、研究所の建物を新築し、1939年（昭和14年）11月30日に、3研究部門による大阪大学の附置研究所として大阪大学産業科学研究所が設立され、研究活動を開始した。
また、産研協会も研究所に対して研究資金の援助や研究施設の拡充等に積極的な役割を果たすとともに、研究所の特許実績権の委託業務をはじめ、受託・委託研究制度、委託研究員制度などの産学共同事業を展開した。
戦後、産研協会事業の重要な役割であった特許関係においての活動から、交流を中心とした活動へ事業の主軸を変更していった。
1998年（平成10年）度から、産研協会は産業科学研究所と共催で「産研テクノサロン」を開催し、産学の交流と、ニーズ／シーズのマチングを図っている。平成12年度からは事業化も視野に入れたマルチクライアント方式での新しい研究会である「新産業創造研究会」を、2009年（平成21年）度からは「知財マネジメント事業（IPアカデミー）」および実用化を支援する「インキュベーション事業」を立ち上げた。
2009年度より場所を大阪大学産業科学研究所内に移し、2011年（平成23年）1月に一般財団法人に移行した。
2016年（平成28年）4月には、大阪富国生命ビル4階の産学連携活動支援施設、テラプロジェクト・まちラボ内に、"梅田フロントオフィス" を開設し、産業科学研究所と企業との連携強化、拡充を図っている。

## 歴代理事長
歴代理事長(役職は当時のもの) 
- 初代 小倉 正恒 住友本社代表取締役、総理事 S13.5～S16.7
- 二代 古田 俊之助 住友本社代表取締役、総理事 S16.7～S28.6
- 三代 伊藤 忠兵衛 伊藤忠商事(株)取締役会長 S28.6～S48.5  青 武雄 大阪窯業(株)社長・関西コンクリート(株)社長・大阪大学名誉教授 S49.12～S50.6  (この間、理事相互に交代制を取る)
- 四代 富久 力松 東洋ゴム工業(株)社長  S50.6～H1.1
- 五代 目代 渉 東洋ゴム工業(株)相談役 H1.1～H123
- 六代 藤木 鐵三 (株)藤木工務店社長 H12.4～H14.6
- 七代 倉内 憲孝 住友電気工業(株)会長 H14.6～H18.3
- 八代 岡山 紀男 住友電気工業(株)会長 H18.4～H21.3
- 九代 安達 稔 クラスターテクノロジー(株)社長 H21.4～H24.10
- 十代 山野 章 元大日本スクリーン製造(株)副社長 H24.11～H30.4
- 十一代 塚本 建次 元昭和電工(株)CTO H30.5～